# イリオモテボタル
イリオモテボタル（西表蛍、Rhagophthalmus ohbai）は、コウチュウ目カブトムシ亜目イリオモテボタル科に属する昆虫。1986年に横須賀市立自然博物館の大場信義によって発見され、1994年に新種として記載された。

## 分布
日本の西表島、石垣島に生息する。

## 生態
人家の石垣や草地に生息し、12月から1月にかけて姿を見せる。幼虫は体節に3列の発光器をもち、弱い光を放つ。幼虫はヤスデを捕食している。
成熟したオスは他のホタル同様の形態をしているが、発光器はもたない。メスは芋虫状の幼虫の姿のまま成虫になる、いわゆるネオテニー（幼形成熟）である。メスの体節には幼虫同様発光器があり、地上で尾端を上げて発光し、オスを引き寄せる。交尾が終了すると、メスは地中にもぐり産卵後、抱卵し外敵から卵を保護する。

## 保護
イリオモテボタルが1994年に新種として記載されると、絶滅のおそれのある野生動植物の種の保存に関する法律に基づき、1994年から1997年の3年間、緊急指定種に指定された（緊急指定種の登録期間は最長3年）。1997年に指定が解除されたあと、沖縄県では独自に絶滅危惧種に指定されたものの、環境省のレッドデータブックには記載されていない。生息域が限定されている上、個体数も多くないため、保護の必要性が叫ばれている。